# Gustavo Fricke
Gustavo Carlos Fricke Schencke (Río Bueno, 19 de junio de 1897-Santiago, 4 de diciembre de 1968), fue un médico pediatra y político chileno. Destacó como director del Hospital de Viña del Mar, hoy conocido como Hospital Gustavo Fricke, entre 1933 y 1958. De afiliación conservadora, además, fue Alcalde de Viña del Mar por los periodos 1931-1932 y 1947-1950.  

## Infancia, Estudios y Familia
De ascendencia alemana, Gustavo Fricke era chileno, hijo de Gustavo Fricke Werner (Osorno, 1859) y Francisca Schencke Schwenke (Osorno, 1863). Su abuelo paterno Antonio Augusto Fricke provenía de Sajonia y llegó al país junto a otros colonos al área de Valdivia en 1852. Además su abuelo materno Jorge Schencke Gross también era alemán, natural de Hesse, quien llegó al área de Puerto Montt con su familia en 1857.
Sus primeros estudios los hizo en el Instituto Alemán de Valdivia para luego seguir en el Internado Barros Arana de Santiago. Estudió medicina en la Universidad de Chile, titulándose como médico cirujano en 1921 con una memoria sobre el "pulso venoso". 

### Matrimonio e hijos
Casó en 1926 con Maudie Thompson Lever, hija de Alfred J. Thompson, un gerente y ejecutivo de Lever, Murphy y Cía. Con ella se radicó en Viña del Mar, con descendencia en: Maudie, enfermera, Gustavo, oficial de la FACH, y Rodrigo Fricke Thompson.

## Vida Pública
Fricke ejerció libremente su profesión como pediatra, principalmente en la ciudad de Viña del Mar. Antes comenzó como médico ayudante del Hospital San Borja y en el Manuel Arriarán. Luego adquirió renombre como médico en el Patronato Nacional de Beneficencia, como Jefe de la Clínica Pediátrica del Hospital San Agustín y de la clínica en el Hospital de Niños de Valparaíso, y finalmente, como Jefe de la Oficina del Niño de la Caja de Seguro Obrero. 
Esta labor le permitió incorporarse al personal médico del Hospital de Viña del Mar, del cual fue director entre 1933 y 1958. El hito de su gestión allí fue la construcción del un edificio que albergó las diversas instalaciones del hospital durante unos 60 años. Abandona el hospital para asumir como director general del Servicio Nacional de Salud entre 1959 y 1963. Momento en el cual, por motivos de salud, abandona la vida pública. 
Otros hechos destacables en su carrera como médico fue la fundación del hogar de ancianos La Paz de la Tarde en el antiguo Hotel Bellavista de Limache y la fundación del Centro de la Adolescencia. Fricke, además, fue opositor a la píldora anticonceptiva.[cita requerida]
En otro aspectos, fue masón, integrante de un club de rotarios y político militante del partido Conservador. Su carrera política comenzó como vocal de la Junta de Vecinos de Viña del Mar, por poco tiempo y cargo que abandona en 1927. S. E. el presidente Juan Esteban Montero lo nombró alcalde de Viña del Mar en un primer periodo entre el 8 de agosto de 1931 y el 10 de junio de 1932. Y en un segundo periodo desde el 24 de junio de 1947 hasta el 5 de septiembre de 1950, momento en el cual se le pide su renuncia.
Como alcalde hitos en su gestión fueron la instalación de una biblioteca pública, en la actual Quinta Vergara. También Fricke se opuso a cualquier iniciativa que restringiera el funcionamiento o redestinase los fondos que se obtenían con el Casino Municipal, logrando frenar por un tiempo al senador Hernán Figueroa Anguita. Esto porque las concesiones originales repartían parte de los ingresos hacia el presupuesto del hospital de Viña del Mar. De todas formas, años después la legislación fue cambiada en el Congreso redestinando los fondos del Casino hacia el turismo y a la I. Municipalidad de Viña del Mar.
Gustavo Fricke fallecería en Santiago el 4 de diciembre de 1968.